# Мерсин (ил)
Мерсин (тур. Mersin), до 2002 года Ичель (тур. İçel) — ил на юге Турции.

## География
Около 65 км отделяет побережье ила от северного берега Кипра.
Ил Мерсин граничит с илами (с запада на восток): Анталья, Караман, Конья, Нигде, Адана.
До 85 % территории ила занимают горы — хребты Тавра, равнинный характер имеет только восточная часть территории, где расположены крупнейшие города Мерсин и Тарсус. В Мерсине находится самая глубокая пещера Турции — пещера Эгма.

## Население
Население — 2 271 400 жителей по переписи 2009 года, 2275 тыс. жителей — оценка 2007 года.
Крупнейшие города — Мерсин (545 тыс. жителей в 2000 году), Тарсус (245 тысяч в 1997 году), Анамур, Бозйазы, Мут, Силифке, Эрдемли.
Санджак Ичель (1914г.)
| Санджак | Район  | Мусульмане | Греки | Армяне | Общая численность |
| Ичел    | Icil   | 131,736    | 3,237 | 440    | 135,816           |
|         | Итого: | 131,736    | 3,237 | 440    | 135,816           |

## Административное деление
Ил Мерсин делится на 13 районов, 4 из которых являются районами города Мерсин:
1. Акдениз (Akdeniz)
2. Мезитли (Mezitli)
3. Торослар (Toroslar)
4. Енишехир (Yenişehir)
5. Анамур (Anamur)
6. Айдынджык (Aydıncık)
7. Бозязы (Bozyazı)
8. Чамлыяйла (Çamlıyayla)
9. Эрдемли (Erdemli)
10. Гюльнар (Gülnar)
11. Мут (Mut)
12. Силифке (Silifke)
13. Тарсус (Tarsus)

## Экономика
Порт Мерсин является крупнейшим средиземноморским портом Турции. Восточная часть ила является одним из самых динамично развивающихся районов страны. Здесь существует зона свободной торговли, работают предприятия нефтеперерабатывающей, химической, текстильной, лёгкой промышленности.
На востоке ила также выращивается хлопок.

## Туризм
Туризм особенно развит в западной части ила и продолжает развиваться.
Открытие аэропорта Çukurova (Чукурова) станет огромным шагом в развитии транспортного сообщения страны. В его расписании будут предусмотрены прямые рейсы с Москвой, и из российской столицы можно будет попасть в Мерсин всего за 3 часа. Новый аэропорт обеспечит значительное увеличение числа туристов в этом регионе и откроет жителям множества стран лёгкий путь к древним достопримечательностям региона.